# Kawa liberyjska
Kawa liberyjska (Coffea liberica) – gatunek rośliny z rodziny marzanowatych. Pochodzi z terenów Afryki. Jest uprawiany w Afryce, na Cejlonie, na Jawie, Madagaskarze.

## Morfologia
Drzewo dorastające do 6–12 m wysokości o liściach lancetowatych, zimozielonych, długości do 30 cm. Ułożone są naprzeciwlegle. Kwiaty w kolorze białym, pachnące. Owocem jest pestkowiec o długości 2–3 cm.

## Taksonomia
Coffea dewevrei, Coffea dybowskii i Coffea excelsa były dawniej uznane za odrębne gatunki, ale w 2006 roku zostały przeklasyfikowane jako synonimy Coffea liberica var. dewevrei.

## Zastosowanie
Roślina użytkowana tak jak kawa arabska. Jest od niej bardziej odporna na szkodniki i daje większy plon. Jest mniej aromatyczna.